# Синдром Шарпа
Синдром Шарпа, или смешанное заболевание соединительной ткани (сокр. англ. MCTD), — аутоиммунное заболевание, при котором защитная система организма атакует саму себя. Впервые синдром описан в 1972 году.
Иногда между синдромом Шарпа и термином «недифферинцированное заболевание соединительной ткани» ставят знак равенства, но некоторые источники категорически против таких утверждений об эквивалентности.

## Клинические особенности
Синдром Шарпа сочетает в себе клинику системной склеродермы, системной красной волчанки, миозита и ревматоидного артрита (и по мнению некоторых авторов — полимиозит и дерматомиозита), и в таком случае определяется как перекрестный синдром.
Синдром Шарпа обычно вызывает:
- боль в суставах/их отек,
- недомогание,
- болезнь Рейно,
- синдром Шегрена,
- воспаление мышц,
- утолщение кожи подушечек пальцев.

## Диагностика
1. В анализе крови находят изменения, характерные для ревматологических заболеваний, входящих в состав синдрома Шарпа.
2. Характерны изменения в мышцах — миозит, разрушение мышечных волокон.
3. Наиболее специфичные показатель — высокий титр антител к U1-nRNP (рибонуклеопротеин U1).[1]

## Прогноз
Прогноз при синдроме Шарпа более благополучный, чем при других аутоиммунных заболеваниях. Это объясняется редким поражением почек и хорошим ответом на лечение кортикостероидами.